# Pelturagonia anolophium
Pelturagonia anolophium — вид ігуаноподібних ящірок родини агамових (Agamidae). Ендемік Індонезії. Описаний у 2019 році.

## Поширення і екологія
Pelturagonia anolophium відомі з типової місцевості, розташованої на горі Лумут в горах Мератус на сході острова Калімантан. Вони живуть у вологих гірських тропічних лісах, на висоті від 823 до 1090 м над рівнем моря. Зустрічаються в невисоких заростях, на висоті від 20 до 150 см над землею.